# Uvsz tartomány
Uvsz tartomány (mongolul: Увс аймаг) Mongólia huszonegy tartományának (ajmag) egyike. Az ország északnyugati részén terül el, székhelye Ulángom.

## Földrajz
Nyugaton Bajan-Ölgij-, délen Hovd-, délen és keleten Dzavhan tartománnyal, valamint északon Oroszországgal határos.
A tartomány Mongólia nyugati felének északi részén terül el. Az azonos nevű nagy sóstóról kapta nevét. Területének nagy részét a lefolyástalan Nagy-tavak medencéje foglalja el, melynek itteni északi részét az Uvsz-tó és környezetének széles medencéje, délebbi részét a Hjargasz-tó medencéje tölti ki. 
Az Uvsz-tó medencéjét magas hegyek szegélyezik: nyugaton a Harhirá (4037 m), a Türgen (Түргэн уул, 3978 m) és a Cagánsivét (Цагааншивээт, 3496 m, lábánál az Örög-tóval, Өрөг нуур); északon – az országhatáron túl – a Tannu-Ola láncai. Délen a Hjargasz-tó medencéjétől a kelet-nyugati csapású, kb. 180 km hosszú Han-Höhín-hegység (Хан Хөхийн нуруу, 2928 m) választja el. Keleti része a homokdűnés, sivatagos Borjog-elsz (Борёгийн элс).
A másik nagy sóstó, a Hjargasz rövid vízfolyással kapcsolódik a jóval kisebb Ajrag-tóhoz, melybe Nyugat-Mongólia leghosszabb folyója ömlik, a Dzavhan. Nyugaton Bajan-Ölgij tartománnyal a határt két folyó alkotja: a Böh-Mörön (Бөхмөрөн гол) és délebbre a Hovd.

## Népessége
| 2014 | 75 737 |
| 2015 | 80 763 |

## Járások

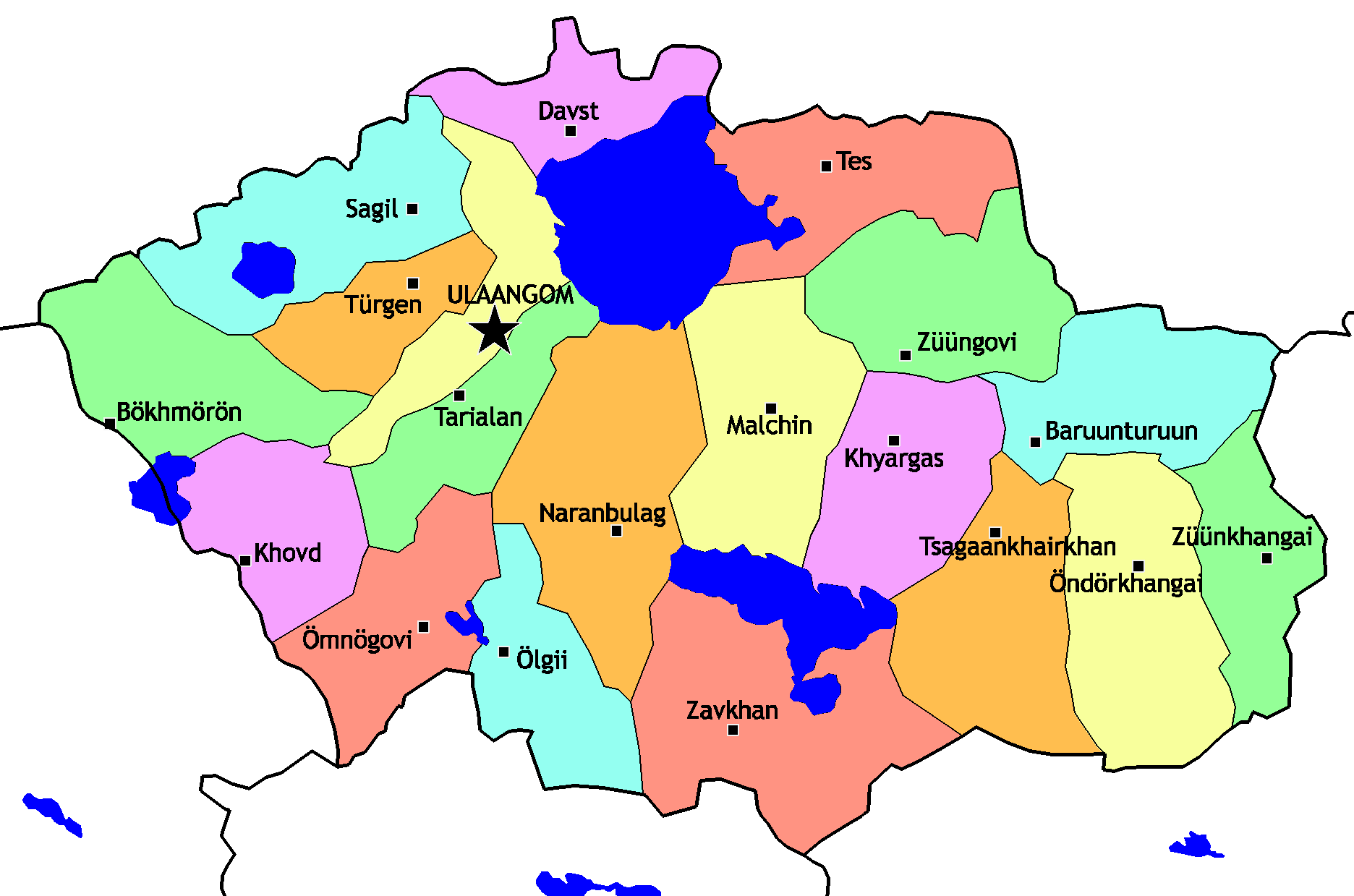
A tartomány járásai

- Barúnturún járás (Баруунтуруун сум)
- Böhmörön járás (Бөхмөрөн сум)
- Davszt járás (Давст сум)
- Dzavhan járás (Завхан сум)
- Dzűngóbi járás (Зүүнговь сум)
- Dzűnhangaj járás (Зүүнханга сум)
- Malcsin járás (Малчин сум)
- Naranbulag járás (Наранбулаг сум)
- Ölgí járás (Өлгий  сум)
- Ömnögobi járás (Өмнөговь сум)
- Öndörhangaj járás (Өндөрхангай сум)
- Szagil járás (Сагил сум)
- Tarialan járás (Тариалан сум)
- Tesz járás (Тэс сум)
- Türgen járás (Түргэн сум)
- Ulángom járás (Улаангом сум)
- Hovd járás (Ховд сум)
- Hjargasz járás (Хяргас сум)
- Cagánhajrhan járás (Цагаанхайрхан сум)